# Лорн (Манітоба)
Лорн (англ. Lorne) — муніципалітет в Канаді, у провінції Манітоба.

## Населення
За даними перепису 2016 року, муніципалітет нараховував 3041 особу, показавши зростання на 1,2%, порівняно з 2011-м роком. Середня густина населення становила 3,3 осіб/км².
З офіційних мов обидвома одночасно володіли 1 330 жителів, тільки англійською — 1 620, тільки французькою — 25, а 5 — жодною з них. Усього 205 осіб вважали рідною мовою не одну з офіційних.
Працездатне населення становило 69,6% усього населення, рівень безробіття — 2,7% (1,3% серед чоловіків та 3,5% серед жінок). 72,9% осіб були найманими працівниками, а 26,4% — самозайнятими.
Середній дохід на особу становив $39 455 (медіана $32 405), при цьому для чоловіків — $44 399, а для жінок $34 502 (медіани — $35 680 та $29 776 відповідно).
28,7% мешканців мали закінчену шкільну освіту, не мали закінченої шкільної освіти — 24,7%, 46,4% мали післяшкільну освіту, з яких 24,9% мали диплом бакалавра, або вищий.
| Статево-вікова структура населення | Статево-вікова структура населення | Статево-вікова структура населення | Статево-вікова структура населення | Статево-вікова структура населення |
| ---------------------------------- | ---------------------------------- | ---------------------------------- | ---------------------------------- | ---------------------------------- |
|                                    |                                    |                                    |                                    |                                    |
| Всього                             | Всього                             | 49,8%50,2%                         |                                    |                                    |
| 0 — 14 років                       | 0 — 14 років                       |                                    | 21,1%                              | 21,1%                              |
| 15 — 64 років                      | 15 — 64 років                      |                                    | 58,2%                              | 58,2%                              |
| 65 і більше                        | 65 і більше                        |                                    | 20,7%                              | 20,7%                              |
| 85 і більше                        | 85 і більше                        |                                    | 3,3%                               | 3,3%                               |
| 100 і більше                       | 100 і більше                       |                                    | 0,2%                               | 0,2%                               |
| Середній вік (років)               | Середній вік (років)               | 40,342,2                           | 41,3                               | 41,3                               |
| Медіана (років)                    | Медіана (років)                    | 41,443,4                           | 42,4                               | 42,4                               |
| — чоловіки — жінки                 |                                    |                                    |                                    |                                    |

| Походження мешканців:     | Походження мешканців:     | Походження мешканців: | Походження мешканців: | Походження мешканців: |
| ------------------------- | ------------------------- | --------------------- | --------------------- | --------------------- |
| Походження                |                           |                       | осіб                  | %                     |
| Корінні американці        | Корінні американці        |                       | 200                   | 7.43%                 |
| Інше північноамериканське | Інше північноамериканське |                       | 725                   | 26.95%                |
| Європейське               | Європейське               |                       | 2 265                 | 84.2%                 |
| британське                | британське                |                       | 740                   | 27.51%                |
| французьке                | французьке                |                       | 1 265                 | 47.03%                |
| українське                | українське                |                       | 95                    | 3.53%                 |
| Латинськоамериканське     | Латинськоамериканське     |                       | 10                    | 0.37%                 |
| Африканське               | Африканське               |                       | 25                    | 0.93%                 |
| Азійське                  | Азійське                  |                       | 135                   | 5.02%                 |
| Океанійське               | Океанійське               |                       | 10                    | 0.37%                 |

| Зайнятість населення за галузями (за класифікацією NOC): | Зайнятість населення за галузями (за класифікацією NOC): | Зайнятість населення за галузями (за класифікацією NOC): | Зайнятість населення за галузями (за класифікацією NOC): | Зайнятість населення за галузями (за класифікацією NOC): |
| -------------------------------------------------------- | -------------------------------------------------------- | -------------------------------------------------------- | -------------------------------------------------------- | -------------------------------------------------------- |
|                                                          |                                                          |                                                          |                                                          |                                                          |
| Управління                                               | Управління                                               |                                                          | 24,2%                                                    | 24,2%                                                    |
| Бізнес, фінанси та адміністрування                       | Бізнес, фінанси та адміністрування                       |                                                          | 11,9%                                                    | 11,9%                                                    |
| Природничі та прикладні науки                            | Природничі та прикладні науки                            |                                                          | 2,4%                                                     | 2,4%                                                     |
| Охорона здоров'я                                         | Охорона здоров'я                                         |                                                          | 9,9%                                                     | 9,9%                                                     |
| Освіта, правозахист, муніципальні та урядові служби      | Освіта, правозахист, муніципальні та урядові служби      |                                                          | 9,2%                                                     | 9,2%                                                     |
| Мистецтво, культура, відпочинок та спорт                 | Мистецтво, культура, відпочинок та спорт                 |                                                          | 0,7%                                                     | 0,7%                                                     |
| Роздрібна торгівля та послуги                            | Роздрібна торгівля та послуги                            |                                                          | 15%                                                      | 15%                                                      |
| Гуртова торгівля, транспорт та обладнання                | Гуртова торгівля, транспорт та обладнання                |                                                          | 18,1%                                                    | 18,1%                                                    |
| Природні ресурси, сільське господарство                  | Природні ресурси, сільське господарство                  |                                                          | 8,2%                                                     | 8,2%                                                     |
| Виробництво                                              | Виробництво                                              |                                                          | 1%                                                       | 1%                                                       |

## Клімат
Середня річна температура становить 2,2°C, середня максимальна – 22,9°C, а середня мінімальна – -24,2°C. Середня річна кількість опадів – 546 мм.
| Клімат поселення                              | Клімат поселення | Клімат поселення | Клімат поселення | Клімат поселення | Клімат поселення | Клімат поселення | Клімат поселення | Клімат поселення | Клімат поселення | Клімат поселення | Клімат поселення | Клімат поселення | Клімат поселення |
| Показник                                      | Січ.             | Лют.             | Бер.             | Квіт.            | Трав.            | Черв.            | Лип.             | Серп.            | Вер.             | Жовт.            | Лист.            | Груд.            |                  |
| Середній максимум, °C                         | −11,28           | −7,56            | −1               | 9,08             | 17,52            | 22,81            | 22,91            | 22,56            | 17,07            | 9,94             | −0,05            | −9,15            |                  |
| Середня температура, °C                       | −17,72           | −14,01           | −7,47            | 2,62             | 11,06            | 16,35            | 18,21            | 17,88            | 12,40            | 5,28             | −4,72            | −13,84           |                  |
| Середній мінімум, °C                          | −24,21           | −20,48           | −13,93           | −3,85            | 4,58             | 9,88             | 13,54            | 13,19            | 7,70             | 0,57             | −9,42            | −18,52           |                  |
| Норма опадів, мм                              | 23               | 18               | 25               | 29               | 55               | 91               | 83               | 67               | 50               | 45               | 33               | 27               |                  |
| Середньомісячна швидкість вітру, м/с          | 4.50             | 4.40             | 4.52             | 4.70             | 4.80             | 4.20             | 3.60             | 3.80             | 4.30             | 4.60             | 4.60             | 4.50             |                  |
| Середньомісячна сонячна радіація, кДж/м²·день | 4288             | 7616             | 12560            | 17080            | 19916            | 21171            | 21839            | 18632            | 12945            | 7831             | 4369             | 3247             |                  |
| --------------------------------------------- | ---------------- | ---------------- | ---------------- | ---------------- | ---------------- | ---------------- | ---------------- | ---------------- | ---------------- | ---------------- | ---------------- | ---------------- | ---------------- |
| Джерело:                                      |                  |                  |                  |                  |                  |                  |                  |                  |                  |                  |                  |                  |                  |